# Chen Zhongshi
Chen Zhongshi, 陈忠实 en chino simplificado o 陳忠實 en chino tradicional,(Xi'an, agosto de 1942 - 29 de abril de 2016) fue un escritor chino. Su obra más conocida es la novela Bai Lu Yuan, traducida al inglés como White Deer Plain y al francés como Au pays du cerf blanc. Ganador del Premio Mao Dun de Literatura de 1997.

## Biografía
Chen Zhongshi nació el 3 de agosto de 1942 en el distrito de Baquiao a 25 km de Xi'an en la provincia de Shaanxi. Debido a la situación económica de la familia únicamente pudo estudiar hasta los 19 años. Trabajó como maestro de escuela y el año 1982 publicó una primera colección de cuentos. En 1979 ingresó como miembro de la Asociación de Escritores Chinos, entidad de la que fue vicepresidente en el periodo de 2001 a 2006.
Muy aficionado al fútbol escribió crónicas en varios diarios deportivos.
Murió de cáncer en el hospital Xijing de Xi'an el 29 de abril de 2016.

## Obra
Chen ha escrito una cantidad importante de obras (novelas, relatos cortos, ensayos) con un gran éxito y prestigio en la República Popular China pero con poca difusión en el exterior.
Su novela más popular Bai Lu Yuan, describe la historia de dos familias campesinas y de alguna forma es un análisis de la evolución de la sociedad china rural de finales de la Dinastía Qing. En el momento de su publicación significó un cambio por la utilización de nuevas técnicas de escritura (realismo, realismo mágico). Desde su publicación ha llegado a conseguir casi dos millones de ejemplares vendidos y ha sido traducida a varios idiomas como el inglés, francés, japonés y coreano. También se han realizado adaptaciones al teatro, a la ópera, al teatro cómico y al cine, con una película dirigida por Wang Quan'an, que fue presentada al 62 Festival Internacional de Cine de Berlín el año 2012. El Ministerio de Educación chino incluyó la novela como obra de lectura obligada para los estudiantes.
Según explicó él mismo, sus referentes literarios internacionales fueron, por un lado Maksim Gorki, Txékhov y Maupassant y por otro García Márquez y Alejo Carpentier.